# Fluvanna County
Fluvanna County ist ein County im Bundesstaat Virginia der Vereinigten Staaten. Bei der Volkszählung im Jahr 2020 hatte das County 27.249 Einwohner und eine Bevölkerungsdichte von 36,6 Einwohner pro Quadratkilometer. Der Verwaltungssitz (County Seat) ist Palmyra.

## Geographie
Fluvanna County liegt etwas nordöstlich des geographischen Zentrums von Virginia und hat eine Fläche von 752 Quadratkilometern, wovon sieben Quadratkilometer Wasserfläche sind. Es grenzt im Uhrzeigersinn an folgende Countys: Louisa County, Goochland County, Cumberland County, Buckingham County und Albemarle County.

## Geschichte
Gebildet wurde es 1777 aus Teilen des Albemarle County. Benannt wurde es nach dem Fluvanna River. Während des Amerikanischen Bürgerkriegs kämpften etwa 1200 Mann aus dem County auf Seiten der Konföderierten Staaten von Amerika.

## Demografische Daten

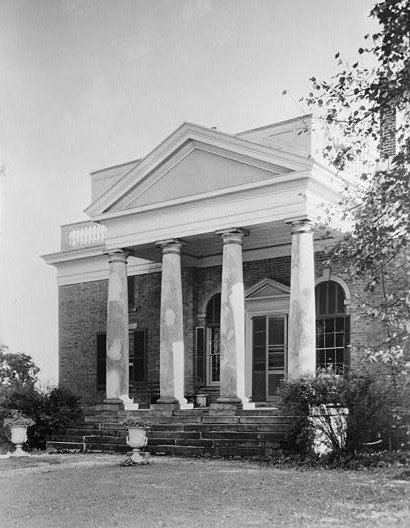
Die Bremo Plantation (NRHP 69000241) im Stil des Palladianismus

Nach der Volkszählung im Jahr 2000 lebten im Fluvanna County 20.047 Menschen in 7.387 Haushalten und 5.702 Familien. Die Bevölkerungsdichte betrug 27 Einwohner pro Quadratkilometer. Ethnisch betrachtet setzte sich die Bevölkerung zusammen aus 79,44 Prozent Weißen, 18,41 Prozent Afroamerikanern, 0,19 Prozent amerikanischen Ureinwohnern, 0,38 Prozent Asiaten, 0,04 Prozent Bewohnern aus dem pazifischen Inselraum und 0,29 Prozent aus anderen ethnischen Gruppen; 1,25 Prozent stammten von zwei oder mehr Ethnien ab. 1,17 Prozent der Bevölkerung waren spanischer oder lateinamerikanischer Abstammung.
Von den 7.387 Haushalten hatten 32,5 Prozent Kinder und Jugendliche unter 18 Jahre, die bei ihnen lebten. 63,6 Prozent waren verheiratete, zusammenlebende Paare, 9,9 Prozent waren allein erziehende Mütter, 22,8 Prozent waren keine Familien, 18,8 Prozent waren Singlehaushalte und in 7,0 Prozent lebten Menschen im Alter von 65 Jahren oder darüber. Die Durchschnittshaushaltsgröße betrug 2,59 und die durchschnittliche Familiengröße lag bei 2,93 Personen.
Auf das gesamte County bezogen setzte sich die Bevölkerung zusammen aus 23,6 Prozent Einwohnern unter 18 Jahren, 6,4 Prozent zwischen 18 und 24 Jahren, 31,7 Prozent zwischen 25 und 44 Jahren, 24,4 Prozent zwischen 45 und 64 Jahren und 14,0 Prozent waren 65 Jahre alt oder darüber. Das Durchschnittsalter betrug 38 Jahre. Auf 100 weibliche Personen kamen 86,6 männliche Personen. Auf 100 Frauen im Alter von 18 Jahren oder darüber kamen statistisch 82,2 Männer.

Das jährliche Durchschnittseinkommen eines Haushalts betrug 46.372 USD, das Durchschnittseinkommen der Familien betrug 51.141 USD. Männer hatten ein Durchschnittseinkommen von 32.346 USD, Frauen 24.774 USD. Das Prokopfeinkommen betrug 20.338 USD. 3,9 Prozent der Familien und 5,9 Prozent der Bevölkerung lebten unterhalb der Armutsgrenze. Davon waren 5,6 Prozent Kinder oder Jugendliche unter 18 Jahre und 7,3 Prozent waren Menschen über 65 Jahre.

Alterspyramide des Fluvanna County

## Gemeindegliederung
(Einwohner nach dem United States Census 2010)
| Towns 1. Scottsville 1 (566)                              | Towns 1. Scottsville 1 (566)                           | Census-designated places (CDP) 1. Columbia (72) 2. Palmyra (104) 3. Lake Monticello (9.920) | Census-designated places (CDP) 1. Columbia (72) 2. Palmyra (104) 3. Lake Monticello (9.920) |                                                           |                                                           |
| Unincorporated Communities                                |                                                        |                                                                                             |                                                                                             |                                                           |                                                           |
| - Antioch - Bremo Bluff - Bybee - Carysbrook - Cloverdale | - Cohasset - Crafton - Cunningham - Dixie - Fork Union | - Hardware - Holmhead - Hunters - Kents Store - Kidds Store                                 | - Nahor - Nicholas - Payne - Rockaway - Stage Junction                                      | - Stearnes - Strathouse - Troy - Union Mills - Weber City | - West Bottom - Wildwood - Wilmington - Zion Crossroads 2 |